# Santamartasabelvinge
Santamartasabelvinge (Campylopterus phainopeplus) är en akut utrotningshotad fågel i familjen kolibrier. Den förekommer enbart i ett isolerat bergsområde i nordöstra Colombia.

## Utseende och läte
Santamartasabelvingen är en relativt stor kolibri med en kroppslängd på 13 centimeter. Hanen har något nedåtböjd svart näbb, ovansidan glittrande i smaragdgrönt, strupe och bröst blåglittrande och resten av undersidan mörkgrön. Ansiktet är svart med en vit fläck bakom ögat. De yttre tre handpennornas spolar i vingen är tjockare och tillplattade, därav namnet sabelvinge. Den tvärt avskurna stjärten är mörkt stålblå.
Honan skiljer sig från hanen genom gråvit undersida med grönt på flanker och undre stjärttäckare. Stjärten är huvudsakligen grön med gråspetsade yttre stjärtpennor.
Lätet som hörs både under spel och i flykten har beskrivits som ett sorgesamt dubbelt "twit-twit".

## Utbredning och levnadssätt
Fågeln förekommer i Sierra Nevada de Santa Marta i nordöstra Colombia på sydöstra och norra sluttningarna. Den är en höjdledsflyttare. Under torrsäsongen (februari–maj) hittas den i fuktiga skogsbryn på 1200–1800 meters höjd, där ofta ses vid bananblommor i skuggiga kaffeplantage. Under regnperioden (juni–oktober) flyttar den uppåt till öppen páramoskog nästan upp till snögränsen på 4800 meters höjd. Det är fortfarande oklart exakt var och när den häckar.

## Status
IUCN kategoriserar arten som akut hotad.